# ألفرد كيرشهوف
ألفرد كيرشهوف (بالألمانية: Alfred Kirchhoff)‏ هو جغرافي ألماني، ولد في 23 مايو 1838 في إرفورت في ألمانيا، وتوفي في 8 فبراير 1904 في Mockau ‏ في ألمانيا.